# S8nations
S8nations en liga af små stater, hvis mål er at være en modvægt til G7, G20 og andre internationale grupperinger.
Inspireret af bogen "Too Small to Fail: .." af James Breiding blev den schweizisk-baserede organisation, S8nations, grundlagt på ideen om, at en ny verdensorden er nødvendig, fordi vores fremtid vil være meget anderledes end den verden, vi lever i i dag. Planer om en åbningskonference i efteråret 2022 ses dog ikke konkretiseret.
Landene omfatter tre nordiske lande: Danmark, Sverige og Finland, fra Europa desuden Irland, Holland og Schweiz, og endelig Israel og Singapore. De fleste af disse lande ligger i top 10 i KOF Globalisation Index, som det også fremgår af Globalisering i tal fra 2014. Schweiz, Sverige, Finland og Irland har også en tradition for at være neutrale stater.

## References
1. ↑  James, Harold. "Geopolitical Davids and Goliaths". Project Syndicate Commentary. Project Syndicate. Hentet 25. september 2022.
2. ↑  Breiding, James R (2019). Too Small to Fail: Why Some Small Nations Outperform Larger Ones and How They Are Reshaping the World. Harper Business. ISBN 9353023572.
3. ↑  "S8 Inaugural Event". Hentet 3. november 2022.
4. ↑  KOF Swiss Economic Institute. "KOF Globalisation Index". Forecasts & Indicators. KOF Swiss Economic Institute, ETH Zurich. Hentet 25. september 2022.